# Euminucia conflua
Euminucia conflua är en fjärilsart som beskrevs av George Francis Hampson 1913. Euminucia conflua ingår i släktet Euminucia och familjen nattflyn. Inga underarter finns listade i Catalogue of Life.